# Boker
Cet article possède un paronyme, voir Beaucaire.
Boker (en marshallais Āniddīkan) est un îlot de l'atoll de Wotho, dans les Îles Marshall. Il est situé au nord-est de l'atoll et est inhabité.